# 讷维尔欧布瓦
讷维尔欧布瓦（法語：Neuville-aux-Bois，法語發音：[nøvil o bwa]）是法国卢瓦雷省的一个市镇，位于该省中西部偏北，属于奥尔良区。

## 地理
讷维尔欧布瓦（48°4'12"N, 2°3'14"E）面积31.74 平方千米，位于法国中央-卢瓦尔河谷大区卢瓦雷省，该省份为法国中北部省份，北起埃松省，西北接厄尔-卢瓦省，西南接卢瓦-谢尔省，南至涅夫勒省和谢尔省，东临约讷省，东北接塞纳-马恩省。
与讷维尔欧布瓦接壤的市镇（或旧市镇、城区）包括：阿谢尔勒马谢、阿特赖、布日莱讷维尔、希约尔欧布瓦、克罗特昂皮蒂沃赖、卢里、维勒罗。

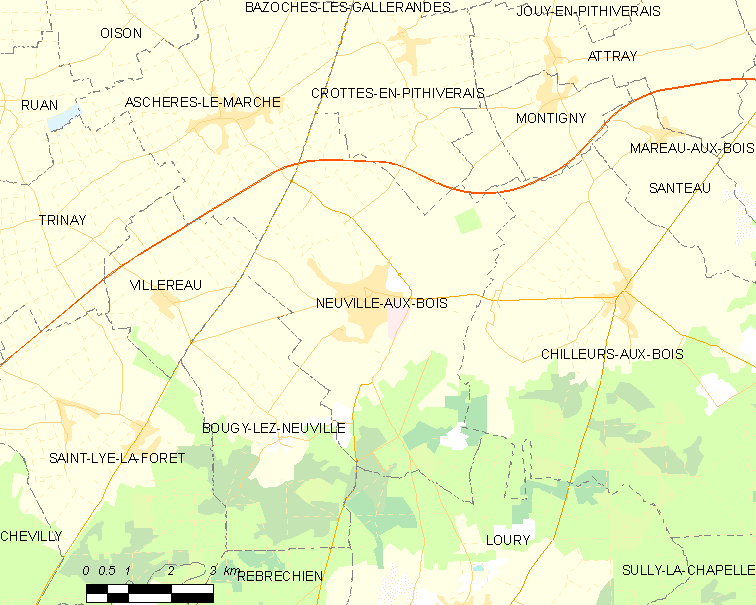
讷维尔欧布瓦的OSM定位图

讷维尔欧布瓦的时区为UTC+01:00、UTC+02:00（夏令时）。

## 行政
讷维尔欧布瓦的邮政编码为45170，INSEE市镇编码为45224。

## 政治
讷维尔欧布瓦所属的省级选区为皮蒂维耶县。

## 人口

1962-2008年间讷维尔欧布瓦人口变化图示

讷维尔欧布瓦于2022年1月1日时的人口数量为4984人。